# Ніхон-сікі
Японська писемність
Ієрогліфи 漢字
Абетка 仮名
- Хіраґана 平仮名
- Катакана 片仮名
- Манйоґана 万葉仮名
- Хентайґана 変体仮名
- Джіндай моджі

Використання
- Фуріґана 振り仮名
- Окуріґана 送り仮名

Латиниця

Українська кирилиця
Ніхон-сікі (яп. 日本式ローマ字, досл. «латинізація у японському стилі», латинізовано як Nihonsiki в самій системі) — це система латинізації для японської мови. Серед основних систем латинізації японської мови вона є найбільш стандартною та має майже однозначну відповідність до символів кани.

## Історія
Система була створена фізиком Аїкіцу Танакадате (田中館 愛橘) в 1885 році з наміром замінити систему латинізації Гепберна. Намір Танакадате полягав у тому, щоб повністю замінити традиційні японські системи письма кандзі та кану на латинізовану систему, яка, на його думку, полегшить Японії конкуренцію із країнами заходу. Оскільки система була призначена для японців, для використання у письмі своєю мовою, вона набагато більш стандартна, ніж романізація Гепберна, і, на відміну від неї, не ставить за мету точну передачу звуків. 
Наступником Ніхон-сікі стала система Кунрей-сікі, що була затверджена у 1937, після дебатів на тему, яку систему має використовувати уряд Японії: Гепберна чи Ніхон-сікі. Вона майже повністю ідентична до Ніхон-сікі, але об'єднує парні склади di/zi ぢ/じ, du/zu づ/ず, dya/zya ぢゃ/じゃ, dyu/zyu ぢゅ/じゅ, dyo/zyo ぢょ/じょ, wi/i ゐ/い, we/e ゑ/え, kwa/ka くゎ/か, та gwa/ga ぐゎ/が, чиї вимови є однаковими у сучасній японській мові. Наприклад, слово かなづかい (канадзукай), записується як kanadukai у Ніхон-сікі, вимовляється як kanazukai у сучасній японській мові, і латинізовано таким чином у системі кунрей-сікі. Однак, деякі носії японської розрізняють звуки づ і ず і отже система ніхон-сікі не є повністю застарілою. Міжнародна організація зі стандартизації має систему кунрей-сікі під номером ISO 3602. Система JSL, що призначена для викладання японської іноземним студентам, також заснована на ніхон-сікі.
Ніхон-сікі вважається найбільш стандартною системою латинізації японської мови, оскільки вона має сувору форму «один символ кани, дві літери». Оскільки вона має унікальні форми, що відповідають кожній із відповідних пар омофонів кани, перерахованих вище, це єдина формальна система латинізації, яка дозволяє перехід до кани без втрат (майже), але стандарт не вимагає точного написання необхідного щоб розрізняти ô 王/おう, ou 追う/おう і oo 大/おお. (Додаткову інформацію див. у статті про хірагану)
| Ґоджюон       | Ґоджюон  | Ґоджюон  | Ґоджюон  | Ґоджюон  | Йоон          | Йоон          | Йоон          |
| あ/ア a       | い/イ i  | う/ウ u  | え/エ e  | お/オ o  | (ya)          | (yu)          | (yo)          |
| ------------- | -------- | -------- | -------- | -------- | ------------- | ------------- | ------------- |
| か/カ ka      | き/キ ki | く/ク ku | け/ケ ke | こ/コ ko | きゃ/キャ kya | きゅ/キュ kyu | きょ/キョ kyo |
| さ/サ sa      | し/シ si | す/ス su | せ/セ se | そ/ソ so | しゃ/シャ sya | しゅ/シュ syu | しょ/ショ syo |
| た/タ ta      | ち/チ ti | つ/ツ tu | て/テ te | と/ト to | ちゃ/チャ tya | ちゅ/チュ tyu | ちょ/チョ tyo |
| な/ナ na      | に/ニ ni | ぬ/ヌ nu | ね/ネ ne | の/ノ no | にゃ/ニャ nya | にゅ/ニュ nyu | にょ/ニョ nyo |
| は/ハ ha      | ひ/ヒ hi | ふ/フ hu | へ/ヘ he | ほ/ホ ho | ひゃ/ヒャ hya | ひゅ/ヒュ hyu | ひょ/ヒョ hyo |
| ま/マ ma      | み/ミ mi | む/ム mu | め/メ me | も/モ mo | みゃ/ミャ mya | みゅ/ミュ myu | みょ/ミョ myo |
| や/ヤ ya      |          | ゆ/ユ yu |          | よ/ヨ yo |               |               |               |
| ら/ラ ra      | り/リ ri | る/ル ru | れ/レ re | ろ/ロ ro | りゃ/リャ rya | りゅ/リュ ryu | りょ/リョ ryo |
| わ/ワ wa      | ゐ/ヰ wi |          | ゑ/ヱ we | を/ヲ wo |               |               |               |
|               |          |          |          | ん/ン n  |               |               |               |
| Дзвінкі       |          |          |          |          |               |               |               |
| が/ガ ga      | ぎ/ギ gi | ぐ/グ gu | げ/ゲ ge | ご/ゴ go | ぎゃ/ギャ gya | ぎゅ/ギュ gyu | ぎょ/ギョ gyo |
| ざ/ザ za      | じ/ジ zi | ず/ズ zu | ぜ/ゼ ze | ぞ/ゾ zo | じゃ/ジャ zya | じゅ/ジュ zyu | じょ/ジョ zyo |
| だ/ダ da      | ぢ/ヂ di | づ/ヅ du | で/デ de | ど/ド do | ぢゃ/ヂャ dya | ぢゅ/ヂュ dyu | ぢょ/ヂョ dyo |
| ば/バ ba      | び/ビ bi | ぶ/ブ bu | べ/ベ be | ぼ/ボ bo | びゃ/ビャ bya | びゅ/ビュ byu | びょ/ビョ byo |
| ぱ/パ pa      | ぴ/ピ pi | ぷ/プ pu | ぺ/ペ pe | ぽ/ポ po | ぴゃ/ピャ pya | ぴゅ/ピュ pyu | ぴょ/ピョ pyo |
|               |          |          |          |          |               |               |               |
| くゎ/クヮ kwa |          |          |          |          |               |               |               |
| ぐゎ/グヮ gwa |          |          |          |          |               |               |               |

## Дивитись також
- Список латинізації ISO
- Кунрей-сікі